# 張仙載
張 仙載（ヤン・スンヤ、ハングル表記:장 선재、ラテン文字:Jang Sun Jae、1984年12月14日 -　）は、大韓民国の自転車競技選手。

## 経歴
ロードレースとトラックレースの兼用選手。
2003年
- アジア自転車競技選手権大会・団体追い抜き　優勝

2005年
- アジア自転車競技選手権大会
  - 個人追い抜き 優勝
  - 団体追い抜き 優勝

2006年
- アジア競技大会
  - 個人追い抜き 優勝
  - 団体追い抜き 優勝
  - マディソン 優勝
- アジア自転車競技選手権大会
  - 個人追い抜き 優勝
  - 団体追い抜き 優勝

2007年
- アジア自転車競技選手権大会
  - マディソン 優勝

2009年
- 韓国選手権・個人タイムトライアル 優勝
- エンプロイメント・レース 総合優勝

2010年
- アジア競技大会
  - 個人追い抜き 優勝
  - 団体追い抜き 優勝
- 第30回アジア自転車競技選手権大会
  - 個人追い抜き 優勝
  - 団体追い抜き 優勝
  - マディソン 優勝
- 韓国選手権・個人ロードレース 優勝

2011年
- 第31回アジア自転車競技選手権大会
  - 個人追い抜き 優勝
  - 団体追い抜き 優勝
  - スクラッチ 優勝
- 韓国選手権
  - 個人ロードレース 優勝
  - ITT 優勝

2012年
- 第32回アジア自転車競技選手権大会
  - 団体追い抜き 優勝
  - オムニアム 2位

2013年
- 第33回アジア自転車競技選手権大会
  - 団体追抜 優勝
  - 個人追抜 優勝
  - マディソン 2位